# Скарлино
Скарлѝно (на италиански: Scarlino) е малко градче и община в централна Италия, провинция Гросето, регион Тоскана. Разположено е на 229 m надморска височина. Населението на общината е 3816 души (към 2013 г.).